# Roland Reber

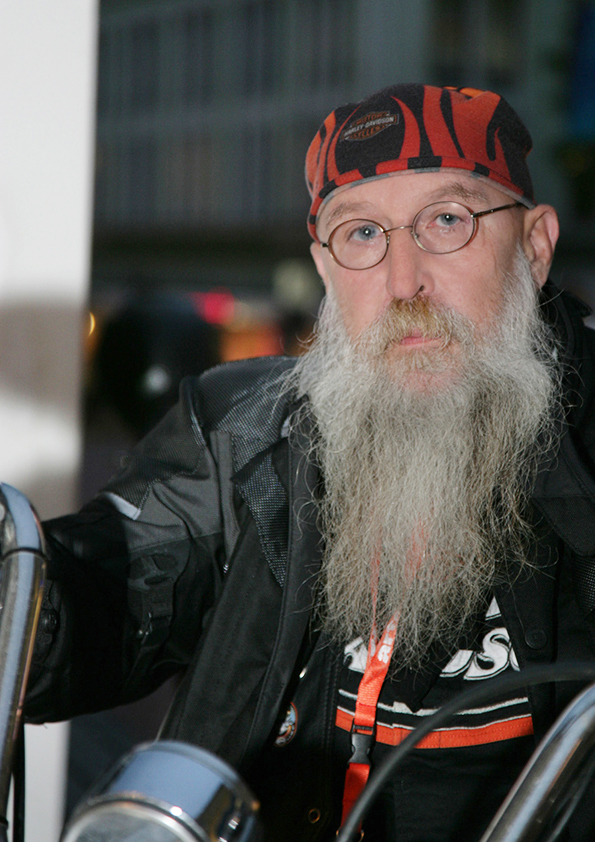
Roland Reber auf den Hofer Filmtagen 2011

Roland Reber (* 11. August 1954 in Ludwigshafen am Rhein; † 11. September 2022 in Unterdießen) war ein deutscher Regisseur, Autor und Schauspieler.

## Leben
Roland Reber begann eine Ausbildung als Krankenpfleger, bevor er an der Schauspielschule Bochum (unter der Leitung von Peter Zadek) Schauspiel studierte. Er spielte u. a. am Schauspielhaus Bochum, in Essen bei Hansgünther Heyme, München (Theaterzelt Das Schloss) und hatte zahlreiche Gastauftritte in Mistero Buffo von Dario Fo in Deutschland und der Schweiz.
In seinem ersten Spielfilm Ihr habt meine Seele gebogen wie einen schönen Tänzer von 1979 besetzte er die Rollen mit Profis wie Joachim Hermann Luger und Ensemblemitgliedern des Bochumer Schauspielhauses sowie mit Laienschauspielern. Das Drehbuch diente als Vorschlag, die Schauspieler hatten gestalterisches Mitspracherecht. Diesem Prinzip folgte er in allen späteren Filmen.
„Wir sind kein Konzern, der Filme produziert, sondern Filmemacher. Und das ist für mich ein kreatives Abenteuer und ein ganzheitlicher Prozess – und einer der Spaß macht. Ich bin kein Dompteur, der Schauspielern oder der Filmcrew vorschreibt, wie sie zu funktionieren haben. Ich sehe mich eher als Dirigent, der die Solisten lediglich koordiniert und sie so zu einem harmonischen Orchester zusammenführt. Das ist meine Definition von Teamwork, also sind es auch nicht ‚meine‘ Filme, sondern ‚unsere‘ Filme.“
1979/80 drehte er zusammen mit Hanns Dieter Hüsch in der Rolle seines Sohnes Roland Paritz die vom SDR produzierte Serie Die kleine Heimat. 1980 inszenierte er am Curio-Haus in Hamburg sein Theaterstück allsam mit Dietmar Schumacher und Karin Dorsch in den Hauptrollen. Aus der Inszenierung heraus entstand das TheaterPathologische Institut (TPI). Das TPI, später nur kur Theater Institut (TI), hatte eine feste Spielstätte im Künstlerforum Hattingen und später am Heinz-Hilpert-Theater in Lünen. Schauspieler wie Joe Bausch, Jochen Nickel, Fee Sachse (Hauptdarstellerin und stellv. künstlerische Leiterin), Thirza Bruncken, Carsten Lorenz, Frank Hoelz und Ludger Burmann sammelten hier ihre ersten Bühnenerfahrungen.
In den späten 1980er-Jahren inszenierte Reber in Ländern wie Ägypten, Mexiko, Indien und Jamaika. Aus dem TI entwickelte sich 1989 das Welt-Theater-Projekt (kurz WTP) in Zusammenarbeit mit der deutschen, russischen, karibischen und mexikanischen UNESCO-Kommission im Rahmen der Weltdekade für kulturelle Entwicklung der Vereinten Nationen. In dieser Zeit war er Dozent für Schauspiel und Regie in Moskau, New Delhi, Kairo und der Karibik. Das Welt-Theater-Projekt setzte sich aus Künstlern verschiedener Länder wie Jamaika, Deutschland und Indien zusammen, die im jeweiligen Land mit Reber zusammen ein Theaterstück entwickelten und aufführten. Es entstanden die internationalen Produktionen Die Zeit verschlingt ihre Bilder (Ägypten, 1988), Stranger Than the Moon und Beyond the Horizon (Jamaika, 1990 und 1993), sowie I Thought You Had Gone As Well (Indien, 1994).
Ab den 2000er-Jahren war Reber Autor und Regisseur bei der wtp international-Filmproduktion in München. Seine Spielfilme nahmen an internationalen Filmfestivals teil. Reber war internationales Jurymitglied bei den Filmfestspielen von Kairo, Alexandria, Sitges/Spanien, Fantasporto/Portugal und Dakha. Von 2003 bis 2007 war er offizieller Repräsentant des Cairo International Film Festivals für Deutschland und Generalrepräsentant für das Damaskus International Filmfestival für Europa.
2005 wurde sein Film 24/7 The Passion of Life auf den Hofer Filmtagen gezeigt. Seitdem war Reber mit seinen Filmen ein fester Bestandteil des Programmes. Insgesamt hatten sechs Kinofilme Rebers dort ihre Deutschlandpremiere, bevor sie deutschlandweit im Kino gezeigt wurden. Im November 2009 wurde Roland Reber mit einer Retrospektive beim International Film Festival of India geehrt, wo alle seine Filme gezeigt wurden.
Nach einem Schlaganfall 2015 zog sich Reber zunehmend aus der Öffentlichkeit zurück, produzierte aber weiterhin Filme, etwa Der Geschmack von Leben (2017) und Roland Rebers Todesrevue (2019). Zuletzt arbeitete Reber am multimedialen Buchprojekt psst … Gedichte. Gedanken. Geschichten, das vom Münchner Merkur als „Vermächtnis des Kultregisseurs“ beschrieben wurde. Reber starb einen Tag vor Drucklegung seines Buches. Rebers Bücher psst ... (2022) und Das Buch des Löwen (2023) wurden im wtp-verlag veröffentlicht und auf der Leipziger Buchmesse 2023 vorgestellt.
Privat lebte er zuletzt zusammen mit seiner Ehefrau Mira Gittner und Antje Nikola Mönning in einer von der Presse gern als „Film-Kommune“ bezeichneten Künstlergemeinschaft; dort ist er auch gestorben. Die 56. Hofer Filmtage ehrten im Oktober 2022 den Regisseur mit einer Hommage an den Regisseur Roland Reber & Kollektiv.

## Filmografie
- 1979: Ihr habt meine Seele gebogen wie einen schönen Tänzer
- 1998: Manuel
- 1998: Der Fernsehauftritt
- 1999: Der Koffer
- 2000: Zwang
- 2001: Das Zimmer
- 2002: Sind Mädchen Werwölfe ...?
- 2003: Pentamagica
- 2004: The Dark Side of our Inner Space
- 2005: 24/7 The Passion of Life
- 2007: Mein Traum oder Die Einsamkeit ist nie allein
- 2009: Engel mit schmutzigen Flügeln
- 2011: Die Wahrheit der Lüge
- 2013: Illusion
- 2017: Der Geschmack von Leben
- 2019: Roland Rebers Todesrevue

## Theaterstücke
- … und bleiben doch allein (1974)
- Stille Nacht (1974)
- Ausverkauf eines Helden (1975)
- Ich bin ein Schwein (1975)
- allsam (1980, Curio-Haus, Hamburg)
- … und suche stets nach Dir (1982, Schulenburg/Hattingen)
- Hotel der verlorenen Träume (1983, Schulenburg/Hattingen)
- Todesrevue (1984, Schulenburg/Hattingen)
- Mein Traum ist nur ein krankes Kind (1985, Heinz-Hilpert-Theater/Lünen)
- Merlin oder die gescheiterte Utopie (1986, Heinz-Hilpert-Theater/Lünen)
- Friedrich oder der Winterkönig (1987, Heinz-Hilpert-Theater/Lünen)
- Die Raupe versteht den Schmetterling nicht (1987, Heinz-Hilpert-Theater/Lünen)
- Die Zeit verschlingt ihre Bilder (1988, Heinz-Hilpert-Theater/Lünen)
- Stranger than the Moon (1990, Kingston/Jamaika)
- Beyond the Horizon (1993, Kingston/Jamaika und Wuppertal)
- I thought You had gone as well (1994, New Delhi/Indien)
- … und sie legen den Blumen Handschellen an – von Fernando Arrabal (1997, Das Schloss Theaterzelt/München)